# Mahdi al-Harati
Mahdi al-Harati (arab. ‏‏‏المهدي الحاراتي‎‎‎) – libijski rebeliant, dowódca brygady, która w sierpniu 2011 zajęła Trypolis w czasie libijskiej wojny domowej. Dowódca brygady Liwa al-Umma walczącej w Syrii.
Al-Harati urodził się w libijsko-irlandzkiej rodzinie. Uczył w Dublinie języka arabskiego. Gdy w Libii wybuchła wojna domowa, powrócił do kraju, gdzie był szkolony przez katarskich komandosów i instruktorów. Został dowódcą brygady trypolitańskiej, która zajęła siedzibę władz libijskich i całą stolicę. Po zakończeniu wojny w Libii, jako ochotnik założył ugrupowanie Liwa al-Umma i udał się na wojnę domową do Syrii, gdzie szkolił tamtejszych rebeliantów.